# ビワモドキ亜綱
ビワモドキ亜綱 (Dilleniidae) は被子植物の下位分類群で、亜綱の階級に置かれるもの。ビワモドキ科を含むのが必須となっている以外、分類体系によって定義は異なる。有名なところでは、クロンキスト体系がこの分類群の名前を使っている。

## クロンキスト体系による分類
- モクレン綱 class Magnoliopsida
  - ビワモドキ亜綱 subclass Dilleniidae
    - ビワモドキ目 order Dilleniales
    - ツバキ目 order Theales
    - アオイ目 order Malvales
    - サガリバナ目 order Lecythidales
    - ウツボカズラ目 order Nepenthales
    - スミレ目 order Violales
    - ヤナギ目 order Salicales
    - フウチョウソウ目 order Capparales
    - バティス目 order Batales
    - ツツジ目 order Ericales
    - イワウメ目 order Diapensales
    - カキノキ目 order Ebenales
    - サクラソウ目 order Primulales

### APG
最近の分子系統学の研究では、このグループは多系統であることが示されている。APG植物分類体系では目より上位の分類群は伝統的な階級の名前を使っていないのでビワモドキ亜綱の名前も登場せず、ここに含まれた分類群は真正双子葉植物 (eudicots) のバラ類 (rosids) やキク類 (asterids) に、多系統であることを反映してばらばらになって所属させられている。